# Char D2
Der Char D2 war ein französischer Panzer, der kurz vor Beginn des Zweiten Weltkrieges entwickelt wurde und nur in kleiner Stückzahl im Zweiten Weltkrieg eingesetzt wurde.

## Hintergrund
Nach dem Ersten Weltkrieg hatte die französische Armee einen sehr großen Bestand an Infanteriepanzern vom Typ Renault FT. Diese „rollenden Maschinengewehre auf Ketten“ wurden in viele Länder exportiert, 2800 verblieben aber in französischen Beständen. Im Vereinigten Königreich waren in Folge des Kriegsendes eine Vielzahl an Panzerverbänden aufgelöst und die Fahrzeugbestände, hauptsächlich durch Verschrotten, reduziert worden. Frankreich sah ein solches Vorgehen als riskant an und behielt das Gros seiner Panzerverbände deshalb in aktivem Dienst oder allenfalls in Reserve. Damit hatte Frankreich zu Beginn der 1920er Jahre die größte und stärkste Panzertruppe der Welt. Dieses Erbe des Ersten Weltkrieges gab eine trügerische Sicherheit und führte zu einer ablehnenden Haltung bezüglich neuer Investitionen in die Entwicklung neuer Typen. Als General Jean Estienne 1922 ein Konzept für die langfristige Entwicklung von Infanteriepanzern vorstellte, wurde hierfür kein Budget bereitgestellt.
Erst als sich die Aufrüstung der Sowjetunion und der deutschen Wehrmacht in den 1930er Jahren abzeichnete, begann man umzudenken. Neue Panzerprojekte wurden möglich und gleichzeitig bedrohten internationale Verhandlungen über eine allgemeine Abrüstung eines der für die Firma Renault wichtigsten Panzerprojekte, den Char B1. Nach den Vertragsentwürfen für ein internationales Abkommen bestand das Risiko, dass er zu groß und schwer sein würde und deshalb nie in Serie gehen würde. Deshalb arbeitete man bei Renault frühzeitig an einer Alternative, welche zugleich die Nachfolge des inzwischen bei der französischen Armee eingeführten, doch nicht besonders erfolgreichen, Char D1 antreten konnte.

## Entwicklung
Noch vor dem Abschluss des Projekte Char D1 verlangte die französische Armee ein weiteres Fahrzeug von Renault. Es ging um einen mittleren Panzer mit einer stärkeren frontalen Panzerung (+10 mm) für die Infanterie, der jedoch auch zumindest 22 km/h an Geschwindigkeit erreichen sollte. Dies würde einen stärkeren Motor als beim Char D1 erfordern. Die Verhandlungen über die Entwicklungen waren im April–Mai 1930 abgeschlossen und die Vereinbarung umfasste einen weiteren Typen, den Char D3, der für die Kolonialtruppen sein sollte.
Erst verlief die Entwicklung zügig, doch als klar wurde, dass der Char B1 gebaut würde, sank die Priorität des Projektes. Der ursprüngliche Auftrag über 750 Fahrzeuge wurde zugunsten kleinerer, billigerer Panzertypen drastisch reduziert.
Nur zwei Produktionsserien von 50 Fahrzeugen wurden realisiert. Die ersten Fahrzeuge des Modell 1935 wurden von 1936 bis 1937 ausgeliefert und eine zweite Serie mit einigen Verbesserungen, das Modell 1938, wurde 1940 ausgeliefert.
Es wurden drei Prototypen-Fahrzeuge gebaut. Das erste war im April 1932 der Renault UZ, der genietet war und den Turm des Renault FT hatte. Das Fahrzeug wurde dem 503e R.C.C. übergeben, welches in Rueil eine Erprobung vornahm, die zur Freigabe des Modells im Dezember 1933 führte. Im Jahr davor waren zwei weitere Fahrzeug-Prototypen bestellt und gebaut worden, die im November 1933 übergeben wurden. Da Renault für diese Fahrzeuge eine neue Schweißtechnik beschaffen musste, wurde von der Armee der erste Auftrag ohne eingehende Erprobung des als Serienfahrzeug bestimmten Modells erteilt, um für Renault die Kosten für die Einführung der neuen Technologie zu kompensieren.
Die neue Fertigungstechnik von Renault sparte Zeit und vor allem Gewicht. Doch sie war kostspieliger und komplizierter. Die Firma Renault ging durch eine schwierige Phase und weil man schnell mit der Fertigung beginnen wollte, wurden schon bald die ersten Probleme offensichtlich.
Es war ein Kompromiss, mit großen flachen Schrauben, die als Bolzen und Nieten dienten, die 40-mm-Panzerplatten waren teilweise verschweißt und miteinander verbunden.

### Char D2 mod. 1935
Die für die Ausrüstung der Armee zuständige „Commission de Vincennes“ genehmigte die erste Produktion am 29. Dezember 1934. Grundlage für den Auftrag waren die Erprobungen mit den drei Prototypen, wobei ein Benzin- und ein Dieselmotor erprobt worden waren. Man entschied sich für den Benzinmotor. Wie bei den meisten französischen Panzerkampfwagen wurde der Turm für den Geschützturm separat bestellt. Für den Char D2 wurde beim Atelier de construction de Puteaux (APX) der APX-1 des Werkes Puteaux bestellt. Dieser verhältnismäßig moderne Gussturm, mit der kurzen 47-mm-Panzerkanone SA34 und einem koaxialen 7,5-mm-Reibel-Maschinengewehr, hatte eine halbkugelförmige Beobachtungskuppel. Wie bei anderen französischen Panzertürmen gab es auf der Turmrückseite eine Luke, auf welcher der Kommandant sitzen konnte, wenn das Fahrzeug nicht im Gefecht stand. Probleme bei der Fertigung dieser Türme verzögerten die Auslieferung erheblich. Der Turm kostete 200.000 FF und die Wanne von Renault kostete 410.000 FF, so dass sich die Gesamtkosten eines Char D2 auf 610.000 FF beliefen.
Die ersten der bestellten 50 Panzer wurden im Mai 1935 ausgeliefert, die letzten trafen im Februar 1937 bei der Armee ein. Die SA34-Kanone hatte für einen Panzer dieses Typs zu wenig Durchschlagkraft gegen gegnerische Kampfwagen. Es standen eine Sprenggranate (Obus D) und eine Panzergranate (Model 1932) zur Verfügung.
Zwei Fahrzeuge dieser Serie, No. 2016 und 2049, erhielten die erweiterte Funkausrüstung eines Führungspanzers, das zweite ER51.

### Char D2 mod. 1938
Nach einer Freigabe im Mai 1937 wurde im Juni 1938 eine 2. Serie bei Renault bestellt, obwohl es inzwischen Rückmeldungen zu Problemen mit dem Fahrzeug gab. Renault hatte jedoch zugesichert von dem Panzer pro Jahr 200 Fahrzeuge herstellen zu können. Diese Behauptungen waren deutlich zu optimistisch gewesen, betrachtet man die Situation in Frankreich in den Jahren 1937 und 1938 mit Generalstreiks und einem knappen Budget der Armee. Die weitere Produktion wurde verschoben und Gespräche über Exporte nach Polen und Belgien wurden durch die Intervention des französischen Oberkommandierenden Maurice Gamelin beendet, da dieser keinen Technologietransfer ins Ausland wollte.
Der Zustand der Fahrzeuge der ersten Fertigung war derart schlecht, dass man ernsthaft über eine Umrüstung zu Flammpanzern nachdachte. Dafür sollten neue Fahrzeuge die alten in den Kampfverbänden ersetzen. Als der Krieg ausbrach, gab Edouard Daladier die Freigabe für eine Massenproduktion, doch tatsächlich wurden nur drei bis fünf Fahrzeuge pro Monat produziert. Deshalb war die 2. Serie im Juni 1940 noch nicht fertig produziert. Es ist davon auszugehen, dass 15 Fahrzeuge nicht mehr fertig wurden.
Technisch entsprachen die Modelle 1938 grundsätzlich dem älteren Vorgänger, doch wurde der neue APX-4-Turm mit der langen 47-mm-Panzerkanone SA35 verwendet, die im Kampf gegen feindliche Panzer sehr effektiv war und auch auf dem Char B1 bis verwendet wurde. Eine neue Optik vom Typ PPLR X 160 ersetzte die älteren Chrétien-Optiken. Auf dem Panzerturm war eine Halterung vom Typ S 190 G, die für ein Flugabwehr-Maschinengewehr geeignet war. Ein verbessertes Schmiersystem, ein neues Leit- und Triebrad, Kugellager, kürze Kettenabdeckungen, ein neuer Vertex-Zündverteiler und ein Anlasser von Vlex zählten zu den Verbesserungen.
Gleichzeitig erhielten ältere Fahrzeuge aus der ersten Serie nachgerüstete APX-1A-Türme und wurden in den Werkstätten „Atelier de Rueil“ generalüberholt, um alle inzwischen bekannten Probleme systematisch zu beheben. Diese Überholung dauerte von März bis Mai 1940. Das Projekt „Flammpanzer D2“ wurde parallel weitergeführt, doch abgesehen von einem Prototyp 1939 wurde keine Fertigung realisiert.

## Technische Beschreibung
In der Gesamtbetrachtung war der Char D2 ein etwas vergrößerter Char D1, denn die meisten technischen Elemente wurden vom Vorgängerfahrzeug übernommen. Hierzu gehörte das Laufwerkkonzept mit dem vertikalen Federungssystem der Renault NC-27-(NC-1)-Familie. Der Char D2 war noch immer ein schmales Fahrzeug, der Turm war unmittelbar hinter dem Fahrerraum platziert und dahinter lag die lange geneigte Motorraumabdeckung. Die sechs großflächigen, seitlichen Panzerplatten mit Auswurföffnungen für Schlamm und Erde wurden von den vorherigen Entwicklungen übernommen und schützten die Laufrollen und das Fahrwerk. Erfahrungen hatten gezeigt, dass die oberen Stützrollen höher montiert werden mussten, um die Schwingungen der 35 Zentimeter breiten Kette zu reduzieren.
Das Fahrwerk bestand aus drei Laufrollenwagen mit je vier Einzellaufrollen, einer Sprungfeder und zwei Stoßdämpfern auf beiden Seiten. Die dreiköpfige Besatzung bestand aus dem Funker, der rechts neben dem Fahrer das Bug-MG bediente. Der Kommandant saß im Turm. Wie bei dieser Aufteilung üblich, musste der Kommandant wiederum alle Aufgaben am Hauptgeschütz alleine erledigen, laden, zielen, feuern und die Aufgaben des Kommandanten erledigen.
Der Char D2 hatte ein Vierganggetriebe und mit insgesamt vier Kraftstofftanks wurde eine maximale Reichweite von 100 km erreicht. Es konnten Gräben von 2,1 m Breite überwunden, 80 cm hohe Hindernisse überfahren, 45°-Steigungen bewältigt werden und die Watfähigkeit lag bei 1,2 m.

## Einsatz
Durch die geringe Zahl an gebauten Fahrzeugen beschränkt sich der Einsatz auf wenige Verbände.

### De Gaulles Elite
Im April 1937 wurde als erste Einheit das 507. Régiment de Chars de Combat (R.C.C.), das in Metz stationiert war und unter dem Befehl von Charles de Gaulle stand, mit dem neuen Panzertyp ausgerüstet. Es begann eine sukzessive Ausbildung von Besatzungen und als genügend Mannschaften vorhanden waren, wurden drei Kompanien gebildet. Diese konnten bereits am 14. Juli, dem Nationalfeiertag, an einer Parade teilnehmen, die wie schon in der Vergangenheit genutzt wurde, um der Öffentlichkeit medienwirksam die neuen Panzertypen vorzustellen. Einige hatten in der Fabrik ein aufwändiges, achtfarbiges Tarnschema erhalten, bei dem die einzelnen Farbfelder durch schwarze Linien voneinander abgegrenzt waren. Dabei waren ungewöhnliche Farben wie ein dunkles Purpur, Lila und Himmelblau.
Am 1. Oktober 1937 wurde mit Erreichen der Sollstärke an Panzern offiziell das 1. Bataillon des 507e régiment de chars de combat als Char D2-Verband aufgestellt. Der Verband hatte 45 Panzer: in jeder Kompanie vier Züge mit 3 Panzern und 2 Führungspanzer, weitere 3 Panzer als Battailonsreserve. Fünf Panzer verblieben in der zentralen Ausbildungsschule für Panzerfahrer. Seit dem 5. September war Lieutenant-Colonel Charles de Gaulle Befehlshaber der Einheit, hierzu erhielt er am 25. Dezember 1937 die Beförderung zum Colonel.
De Gaulle, damals einer der führenden französischen Panzeroffiziere, nutzte seine Position, um neue Ideen und Techniken zu erproben. Insbesondere experimentierte er mit einer Sprechfunkausstattung, welche bis dahin in Frankreich völlig unüblich war.
Der Char D2 war eine eindeutige Weiterentwicklung gegenüber dem Char D1, hatte aber von Beginn an einige Mängel. Durch einen zu schwachen Motor, schlechte Kühlung und zu schwache Auslegung des Antriebsstrangs gab es eine hohe mechanische Anfälligkeit, die überproportional viel Instandsetzungen erforderte. Dies war insbesondere deshalb problematisch, weil der Typ im Sommer 1937, nachdem die Char D1 nach Nordafrika geschickt worden waren, die Masse der Kampfpanzer mit 47-mm-Bewaffnung stellte. Zu diesem Zeitpunkt lief die Fertigung des Char B1 mit nur bis zu 3 Fahrzeugen pro Monat und der Somua S-35 wurde noch gar nicht produziert.
Am 26. Juni 1938 erhielt jeder Panzer in einer feierlichen Zeremonie den Namen eines großen französischen militärischen Sieges und wurde mit einer Flasche Champagner getauft. De Gaulle benutzte „Austerlitz“, „Rocroi“ und zuletzt „Yorktown“ als eigenes Fahrzeug bei Paraden. Dabei wurde ein Polster auf der offenen Turmluke verwendet, was seine ungewöhnliche Körperlänge betonte. Es hieß seine Beine wären so lang, dass er diese auf den Schultern des Fahrers abstützen müsse.

### Drôle de guerre – Sitzkrieg

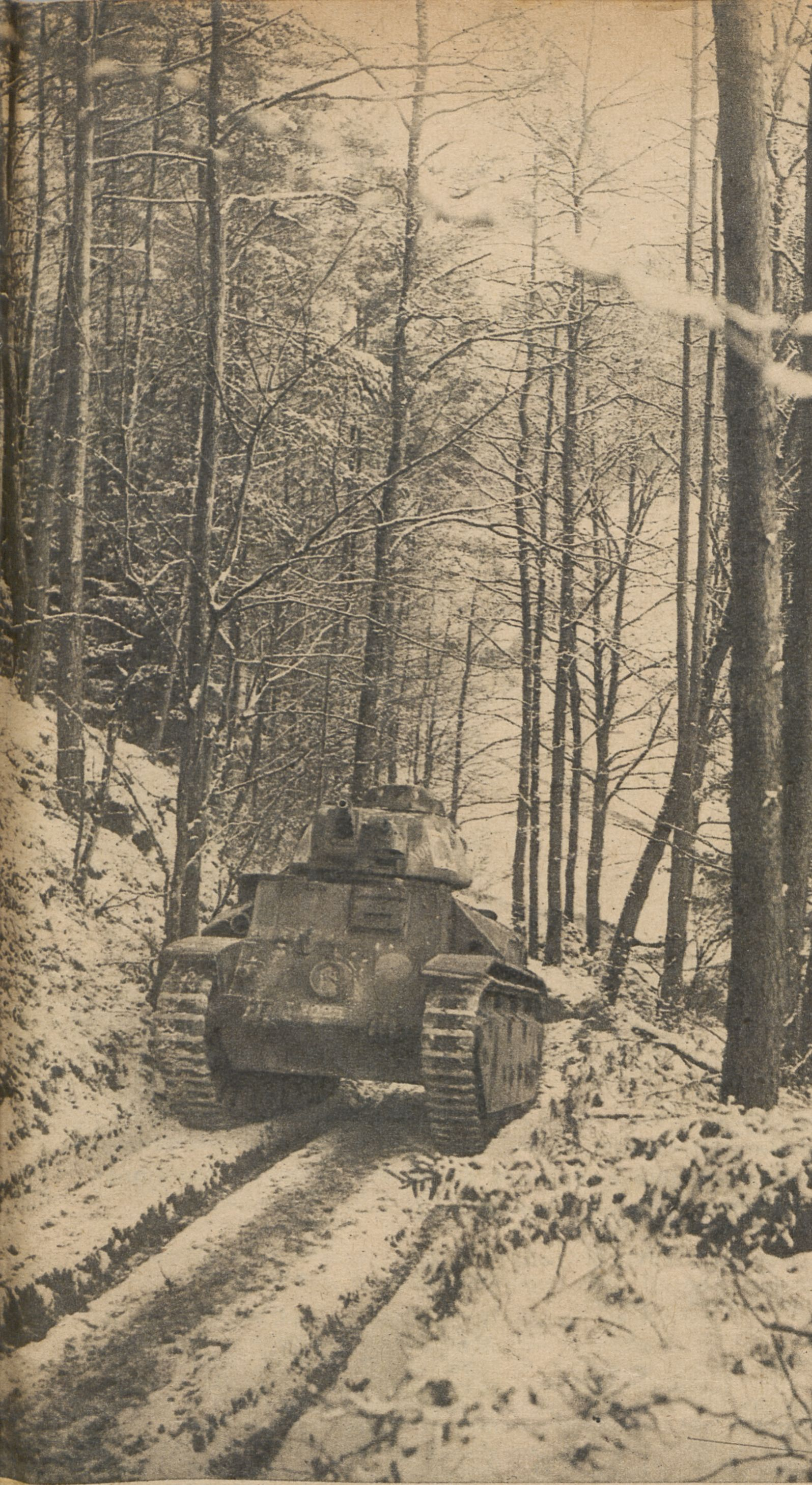
Ein D2 im Schnee, Januar 1940

Am 1. September 1939 griff die Wehrmacht Polen an. Schon zuvor begann die französische Mobilmachung mit einer Reihe von Reorganisationen und Täuschungsmaßnahmen. Teile der bis dahin bestehenden Panzerregimenter wurden in unabhängige Panzerbrigaden (Groupements de Bataillons de Chars) aufgeteilt, die als Panzerreserve der Armeegruppen dienen sollten.
So wurde am 27. August 1939 das 1e (Bataillon) / 507e R.C.C. unter Commandant Ayme in 19e B.C.C. umbenannt, blieb jedoch Teil der 507e Groupement de Bataillons de Chars (G.B.C.), welche die Panzerreserve der 2e Armee stellte. Die Mobilisierung der beiden Kampfabteilungen (A und B) des Bataillons war am 1. September abgeschlossen und am nächsten Tag wurde der nun ehemalige Kommandeur, Charles De Gaulle, zum neuen Befehlshaber über die Korpsreserve (517e G.B.C.) der 5e Armée. Mit diesem Verband nahm er an der Saar-Offensive teil.
Langsam trafen Ersatzfahrzeuge aus der 2. Serie ein und 15 Char D2 der neuen Fertigung sollten nach Norwegen geschickt werden. Dies unterblieb, als man erkannte, dass der Char D2 schlecht auf den Einsatz unter winterlichen Verhältnissen vorbereitet war.
Durch die Kriegserklärung befand sich Frankreich ab dem 3. September im Krieg mit Deutschland, weitere eilige Reorganisationen erfolgten. Das 19. B.C.C. wurde am 6. September der 510e G.B.C. zugeteilt, dann am 8. September dem 511e G.B.C. und schließlich ab dem 13. September für die Saar-Offensive dem 517e G.B.C. als Teil der Reserve der 5e Armee.
Ein Verlegungsmarsch über 120 Kilometer zur Front endete katastrophal, da von 40 Fahrzeugen ganze 30 Fahrzeuge mit technischen Defekten liegenblieben. Der Marsch auf der Schotterstraße führte zu derart vielen Vibrationen, dass das Federungssystem versagte. Infolgedessen wurde der Verband für einen möglichen deutschen Panzerangriff in der Reserve gehalten, doch zu diesem kam es nicht.
Im kalten Winter 1940 verblieb das Bataillon im Bereitstellungsraum. Dabei zeigte sich schnell, dass die Char D2 schlecht für winterliche Verhältnisse geeignet war. Das Profil der Kettenelemente war zu glatt und flach und auf Schnee und Eis rutschten die Panzer weg. Es kam zu ernsten Unfällen und mindestens ein Fahrzeug stürzte in eine Schlucht.
Da die Fahrzeuge vermehrt bewegt wurden und regelmäßig geübt wurde, zeigten sich bald Abnutzungserscheinungen und die Char D2 der 1. Serie zeigten Mängel. Man wartete beim Bataillon dringend auf Ersatzfahrzeuge aus der 2. Serie, da zu diesem Zeitpunkt 44 Fahrzeuge, also praktisch alle, aus der 1. Serie stammten. Die Entscheidung vom März 1940, dass stattdessen die alten Fahrzeuge überholt werden sollten, war eine große Enttäuschung beim 19e. Denn es war klar, dass weitere der im Moment einsatzbereiten Fahrzeuge fehlen würden, da diese nach und nach für die Generalüberholung abgegeben werden müssten. Am 26. April kam die nächste schlechte Nachricht, die besagte, dass eine der Kompanien abgegeben werden müsse. Diese sollte am 7. Mai eine unabhängige Panzerkompanie bilden, die 345e Compagnie Autonome de Chars de Combat (C.A.C.C.) unter dem Befehl von Captain Jean-Charles Idée. Diese sollte als Teil des Corps Expeditionnaire Français de Scandinavie (CEFS) dienen. Der Verband war ursprünglich zur Unterstützung der finnischen Streitkräfte gegen den sowjetischen Angriff gedacht, doch sollte er nun gegen die deutschen Kräfte, die im Rahmen der Operation Weserübung in Norwegen gelandet waren, eingesetzt werden.
Das Los fiel auf die erste Kompanie des 19e B.C.C. Die Kompanie sollte mit 14 Panzern der 2. Serie ausgerüstet werden und seine alten Fahrzeuge zurücklassen. Daraus ergibt sich, dass für das 19e B.C.C. wenig Chancen bestanden, überhaupt neue Fahrzeuge zu erhalten.
Die 345e C.A.C.C. erhielt am 29. April die neuen Fahrzeuge. Doch wie sich herausstellte, zeigten diese sofort mechanische Probleme und fielen direkt aus. Die Ursache hierfür wurde nie untersucht, doch in Zeiten, als überall über die Fünfte Kolonne gesprochen wurde, sah man den Fehler nicht in einer mangelhaften Qualitätskontrolle bei Renault und der übereilten Freigabe des Gesamtentwurfs, sondern vermutete Sabotage.
Die Planung, die Kompanie in Norwegen einzusetzen, wurde verworfen, als die Berichte aus dem Winter 1939/40 bekannt wurden, wie schlecht der Char D2 für einen Einsatz in Eis und Schnee geeignet war.

### Schlacht um Frankreich
Beim Beginn der Schlacht um Frankreich am 10. Mai 1940 war das 19e B.C.C. nur noch ein Schatten des zuvor hochgelobten Verbandes und bestand aus einer Mischung aus mangelbehafteten oder teilweise überholten Fahrzeugen.
Die 1e Compagnie war neu zugewiesen worden und ihre alten Fahrzeuge waren nicht einsatzbereit, da die Verbindungsstücke zwischen Turm-MG und Hauptwaffe ausgebaut worden waren, um diese in neu gelieferte Char D2 einzubauen, bei denen diese fehlten. Bei den anderen beiden Kompanien gab es 21 Fahrzeuge, die lange SA35-Kanonen erhalten hatten, fünfzehn bei der 2e Compagnie und sechs bei der 3e Compagnie. Doch nur fünf dieser Fahrzeuge war generalüberholt worden und damit wirklich einsatzbereit. Neun Fahrzeuge der 3e Compagnie waren gerade in der Generalüberholung und es fehlten die Türme. Es bestand keine Hoffnung, Fahrzeuge aus der Reserve der Armee zu erhalten, da diese für die Aufstellung zweier unabhängiger Kompanien, der 346e (10 Fahrzeuge) und 350e Compagnie Autonome de Chars de Combat (C.A.C.C.)(12 Fahrzeuge), verwendet worden waren. Diese Entscheidung erwies sich später als unsinnig, da letztlich alle Char-D2-Verbände situationsbedingt in einem Bataillon zusammengefasst werden mussten.
Am 15. Mai 1940 durchbrachen die deutschen Truppen bei Sedan die französische Linie. Die französische Führung reagierte mit der Zusammenfassung aller verfügbaren Panzerverbände in der neuen 4e Division Cuirassée (D.C.R.). Hierbei sollte das 19e B.C.C. gemeinsam mit dem 345e C.A.C.C. noch am 15. Mai 1940 unter De Gaulles Führung bei einem Gegenangriff bei Montcornet durchführen. Doch nur das 345e war gefechtsbereit. Es sichert die Flanke des deutschen Durchbruchs und bekämpfte zwischen dem 17. und 20. Mai erfolgreich deutsche Kolonnen, die sich zuweit Richtung Süden vorwagten. Das 19e B.C.C. war alles andere als einsatzbereit und hielt sich aus den Gegenangriffen der 4e D.C.R. des 17. und 19. Mai bei Laon heraus.

Am 17. Mai wurde das 346e C.A.C.C. aus einer Ausbildungseinheit des Char B1, bis auf das 106e Bataillon de Char (B.C.), geformt und erhielt 10 Char D2 aus der Fahrzeugreserve. Die Kurzeinweisung auf den anderen Panzertypen reichte natürlich in keinem Fall aus, um die Besatzungen einsetzbar zu machen. Pragmatischerweise wurde die Einheit dem 19. B.C.C. zugeteilt, welches mit den eigenen Mannschaften die Fahrzeuge als Ersatz übernahm und die Männer des 106e B.C. der Reserve zuteilte.

Nachdem das 345e bereits am 18. Mai dem 19e B.C.C. unterstellt worden war, wurde es am 21. Mai offiziell zur 1e Compagnie / 19e B.C.C. umgegliedert, um den Verband mit einsatzbereiten Fahrzeugen und Mannschaften zu verstärken. Weiterhin wurden einige alte Panzer der alten 1e Compagnie ausgeschlachtet, um die fehlende Kästen für die Richtoptiken zu erhalten, und vier Fahrzeuge der 3e Compagnie erhielten Türme. Zwei Panzer wurden zur Ersatzteilgewinnung vollständig ausgeschlachtet.

Durch diese Maßnahmen erreichte das 19e B.C.C. eine gewisse Einsatzbereitschaft und kämpfte am 24. Mai erstmals bei Amiens als Verband. Dabei waren 24 Fahrzeuge einsatzbereit. Schnell nahm die Zahl der einsatzfähigen Fahrzeuge wieder ab und am 27. Mai, am Tag des großen Gegenangriffs des 4e D.C.R. gegen den Brückenkopf über Somme bei Amiens, griffen dann 17 Panzer an. Sie sollten einen Infanterieverband unterstützen, doch die französischen Infanteristen waren vom plötzlichen Auftauchen des ihnen unbekannten Panzertyps hinter ihnen so erschrocken, dass sie flüchteten. Ohne Infanterie vorstoßend gingen 7 Panzer durch deutsche Panzerabwehrkanonen verloren und der Angriff brach zusammen.

Um das Bataillon wieder auf die Kampfstärke eines Panzerverbandes zu bringen, damit man dem weiteren deutschen Angriff begegnen konnte, wurde am 2. Juni das 346e C.A.C.C. als Kompanie in das 19e B.C.C. eingegliedert. Diese ersetzte die 13 alten Fahrzeuge und schlecht ausgebildete Besatzungen, mit der die 1e Compagnie am 14. Mai aufgefüllt worden war.
Das 350e C.A.C.C. mit 12 neuen Fahrzeugen war am 8. Juni aufgestellt worden und wurde letztlich am 19. Juni Teil des 19e B.C.C. Die restlichen Panzer gingen aufgrund von fehlenden Wartungs- und Instandsetzungmöglichkeiten verloren. An diesem Tag war das Bataillon bereits in einem erbärmlichen Zustand, den Rückzug der 4e D.C.R. deckend, nachdem die französische Front zusammengebrochen war. Die großen Entfernungen, die zurückgelegt wurden, die fehlenden Zeit für Wartungen führte zum schnellen Ausfall der vorhandenen Panzer. Am 23. Juni, zwei Tage vor dem Waffenstillstand, wurde das 350e C.A.C.C. wieder vom 19e B.C.C. getrennt und mangels Panzer wurde das 19e in eine motorisiertes Infanteriebataillon (Bataillon de Chasseurs protés) umgegliedert.
Von den 84 Char D2, die an die Einheiten der Armee ausgeliefert wurden, waren 21 bei den Kämpfen verloren gegangen. Sieben Fahrzeuge des 350e C.A.C.C. waren am 25. Juni noch einsatzbereit. Weitere 38 Fahrzeuge waren nach technischen Problemen aufgegeben worden, 12 Fahrzeuge waren auf dem Weg in ein Depot, 3 Fahrzeuge waren, ohne eingesetzt zu werden, die ganze Zeit noch in der Reserve des 507e R.C.C. in einem Lager bei Vannes, über 2 Fahrzeuge gibt es keine Angaben und ein letztes Fahrzeug stürzte in eine Schlucht.
Heutzutage ist kein Exemplar des Char D2 mehr vorhanden.

## Varianten
Angesichts der kurzen Bauzeit und geringen Stückzahl wurden keine offiziellen Varianten geschaffen. Doch zwei Projekte sind erwähnenswert.

### Char lance-flammes D2 (Flammpanzer)-Projekt
Anders als zu vermuten, war der Hintergrund dieses Projektes eine Beobachtung aus dem spanischen Bürgerkrieg. Üblicherweise werden Flammpanzer als Verstärkung der Infanterie beim Kampf im urbanen Umfeld oder beim Vorstoß gegen Bunker gesehen, doch im spanischen Bürgerkrieg hatte man erfolgreich Panzer mit tragbaren Flammenwerfern bekämpft. So ging man davon aus, dass ein Flammpanzer für die Unterstützung einer befestigten Stellung mit Panzerhindernissen eine hocheffiziente Waffe gegen feindliche Panzer sein dürfte.

Ab 1938 wurde in der Panzerwerkstatt der Armee, dem Atelier de Rueil, in Zusammenarbeit mit der Firma Chaubeyre der Prototyp eines solchen Flammpanzer auf Basis eines Fahrzeugs der 1. Serie entwickelt. Der Prototyp war am 5. Dezember 1939 fertiggestellt.

Beim Fahrzeug hatte man den Turm entfernt und im Kampfraum zwei große Flammöltanks montiert, welche 2000 l fassten. Diese ragten leicht über das Wannendach hinaus und enthielten eine Mischung aus Benzol und Leichtöl. Unterhalb der Tanks war eine Benzinpumpe montiert, die pro Minute 1800 l fördern konnte. Für den Flammstoß war in der Fahrzeugfront ein Strahlrohr montiert. Die Reichweite der Waffe lag bei etwa 50 m.
Die Erprobung verlief sehr beeindruckend und so wurden am 28. März 1940 50 geänderte Einbausätze bestellt. Hierbei wurde ein einzelner 900-l-Tank montiert und das Strahlrohr wurde im originalen APX-Turm montiert. Tatsächlich wurde am 23. April angewiesen, alle 50 Fahrzeuge der 1. Serie in Gruppen von 15 Fahrzeugen umzubauen. Doch die Fahrzeuge waren zu diesem Zeitpunkt bereits in der Generalüberholung und Nachrüstung.

### Queue pour Char D2 (Heckstütze)
Das zweite erwähnenswerte Entwicklungsprojekt war eine Heckstütze (franz. Queue), wie sie bei den französischen Panzern des Ersten Weltkrieges weit verbreitet war, jedoch bei keiner anderen Nation. Dies ist insofern bemerkenswert, als man sich in Frankreich von diesem Konzept Anfang der 1930er Jahre verabschiedet hatte und es für ein technisches Relikt des Stellungskrieges hielt. Als jedoch die Vorzeichen eines kommenden Krieges erkannt wurden, erinnerte man sich, da man ja wusste, welche Herausforderung Gräben für die französischen Infanteriepanzer darstellten. Insbesondere die kleineren und kürzeren Fahrzeuge hatten hiermit ein Problem, weshalb es sogar Dienstvorschriften gab, diese Stützen zu montieren.

Am 25. August 1939 wurde der Commission de Vincennes ein fortschrittlicher Entwurf einer Heckstütze für den Char D2 durch das „Atelier de Rueil“ (Werkstatt der Panzertruppen) präsentiert, bei dem sowohl ein Schlepphaken als auch ein Wagenheber integriert waren. Am 2. September 1939 wurde die Stütze mit Nieten an einem Versuchsfahrzeug befestigt und ab dem 11. September im Gelände erprobt. Schon nach drei Tagen wurde die Stütze wieder zurückgeschickt, denn man hatte nicht bedacht, dass bei dem geschweißten Fahrzeug keine Trägerkonstruktion als Halterung genutzt werden konnte. Bei starker Belastung zogen sich die Nieten aus der Panzerplatte, an der sie befestigt waren.
Am 5. Februar wurde eine neue Befestigung ausprobiert. Das 210 kg schwere Teil wurde nun durch eine zusätzlich eingeschweißte Platte und Bolzen gesichert. Dieser Typ wurde für die Fertigung freigegeben, doch die Niederlage der französischen Streitkräfte führte dazu, dass keine der Stützen mehr ausgeliefert und montiert wurde.

### Panzerkampfwagen D 2-733 (f)
Die streng organisierte Wehrmacht führte den Char D2 als Panzerkampfwagen D 2-733 (f) in ihren Gerätelisten. Einzelne Fahrzeuge wurden möglicherweise vorübergehend von deutschen Verbänden bei der Erbeutung unmittelbar, aber doch nur kurzfristig, genutzt. Während im Weiteren die meisten französischen Panzertypen systematisch eine Verwendung bei der Wehrmacht fanden, gibt es keine Belege für eine offizielle Nutzung der erbeuteten Char D2. Es wurden 21 Char D2 als erbeutet gemeldet. Neun Fahrzeuge waren beim Waffenstillstand von den französischen Streitkräften übergeben worden und weitere zwölf konnten mit nur geringen Schäden vom Schlachtfeld geborgen werden. Einzelne Türme wurden für einen Panzerzug, welcher auf dem Balkan im Einsatz war, verwendet, andere wohl als Panzertürme für Bunker weiterverwendet.
Von einem Fahrzeug, welches in eine Schlucht gestürzt war, wird angenommen, dass es später von Ingenieuren des Vichy-Regimes für heimliche Forschung des Büros „Service du Camouflage du Matériel“ (CDM) genutzt wurde.
Vermutlich wurden am Ende alle Fahrzeuge zur Materialgewinnung verschrottet.